# Javier Pérez de Cuéllar
Javier Pérez de Cuéllar Guerra (n. Javier Felipe Ricardo Pérez de Cuéllar y de la Guerra; n. 19 ianuarie 1920, Lima, Peru – d. 4 martie 2020, Lima, Peru) a fost un diplomat și politician peruvian care a ocupat postul de secretar general al Organizației Națiunilor Unite între 1 ianuarie 1982 și 31 decembrie 1991.

## Activitate politică și diplomatică
În 1995 a candidat fără succes pentru postul de președinte al Republicii Peru, contra lui Alberto Fujimori. A ocupat de asemenea postul de președinte al Consiliului de Miniștri al statului Peru și postul de ministru al afacerilor externe între noiembrie 2000 și iulie 2001, în perioada turbulentă ce a urmat destituirii lui Fujimori ca urmare a unor acuzații de corupție. În 2002 a fost numit ambasador al Republicii Peru în Franța și pe lângă UNESCO, fiind în scurt timp ales și președinte al Congresului Uniunii Latine pentru perioada 2002-2004.
În decembrie 2004 s-a retras din postul de ambasador al Republicii Peru în Franța, unde a continuat să locuiască.
Javier Pérez de Cuéllar este autorul lucrării Manual de derecho diplomático (1964).